# 红色高棉大屠杀
红色高棉大屠杀，或称红色高棉种族灭绝、赤柬大屠殺、柬埔寨大屠殺或柬埔寨种族灭绝（法語：Génocide cambodgien），亦被越南社会主义共和国官方称作波尔布特种族灭绝制度，是指1975年至1979年初，柬埔寨共产党总书记波尔布特领导的红色高棉共产主义政权在柬埔寨进行的大规模杀戮事件。据各方估计，在红色高棉统治时期，柬埔寨全国范围内共有150万至300万人非正常死亡，约占当时柬埔寨总人口的四分之一。
一直以来，波尔布特和红色高棉得到了中国共产党以及毛泽东本人的大力支持和援助，同时受到了毛泽东思想、文化大革命、斯大林主义等的较大影响。据学者统计，中国的援助占红色高棉总外援的至少90%，仅在1975年，中方就向红色高棉提供了至少10亿美元的无息经济和军事援助以及2000万美元的“礼物”。1975年4月，红色高棉在柬埔寨取得实权后，开始激进推行共产主义，期间中共中央主席毛泽东亲自接见了波尔布特，而1976年起中共中央政治局常委张春桥等人还亲自访问柬埔寨进行了“指导”并表示肯定。红色高棉试图创建一个农业社会主义的社会，故强迫城市人口全部迁移到乡下，并效仿中国实行“大跃进（Maha lout ploh）”，导致大量人死于疾病、过度劳动或营养不良。同时，波尔布特等人宣称要“洗净平民”，因而开始杀戮；自1976年起，波尔布特又认为“党的躯体已经生病了”，于是开始了对柬埔寨共产党内部人员的大清洗，中央高层领导以及军队总参谋部几乎被屠杀殆尽，1978年仅在柬埔寨东部地区就有十万干部和军人被杀。法国学者让·拉库尔特發明“自我屠殺”一词来形容红色高棉。
由于酷刑、大量处决、强迫劳动和营养不良，造成了将近当时25%人口（约200万人）的死亡，其中有约40万人被柬共当作革命敌人杀害、死于各省的监狱之中；屠杀人口中包括了20-30万华人、占柬埔寨华人总人数的一半，此外25万伊斯兰教徒中有9万人死亡，而2万越南裔人则全部死亡。1978年，红色高棉在越南境内进行了巴祝大屠杀，导致了柬越战争激化，1979年初红色高棉建立的民主柬埔寨被推翻、大屠杀结束。此后，各方在柬埔寨全国境内发现了超过两百个万人坑，这些地方后来被人称为“杀戮战场”。考虑到红色高棉的统治时间之短，其造成的死亡人数因此成为世界历史上最高纪录之一。1980年起，原S-21集中营被改建成了纪念大屠杀的吐斯廉屠杀博物馆，对公众开放。

## 背景

### 红色高棉夺权

#### 柬埔寨内战

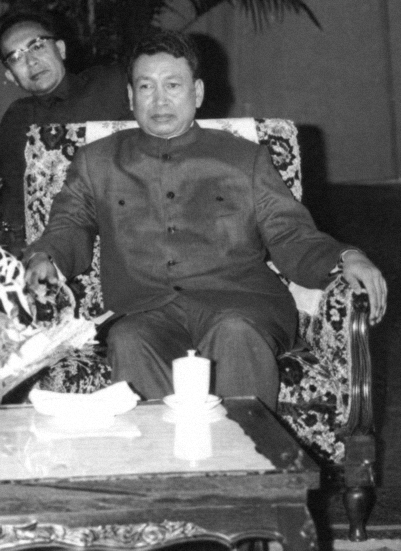
波尔布特

1951年，印度支那共产党根据“一国一共产党”的原则拆分为三个党派，柬埔寨境内组建高棉人民革命党，此为柬埔寨共产党的前身。然而莫柬共及其前身自成立以来一直隐藏自己的存在，曾成立合法政党人民派作为掩护机构，以人民派的名义于1955年、1958年先后两次参加大选，都落败。在1962年大选前夕，西哈努克宣称发现人民派受外国势力领导的证据并将其解散，自此柬共完全转入地下活动。
1963年，波尔布特当选柬埔寨共产党总书记。1960年代，在北越军队、越共游击队及老挝巴特寮的支持下，红色高棉在柬埔寨东部的丛林中慢慢组建起自己的军队。在西哈努克的柬埔寨王国时期，外交政策摇摆，亲苏、亲中，与美国先断交后建交，允许越共在柬埔寨活动的同时亦纵容美军对丛林中的越共进行轰炸。最终，朗诺等人发动了1970年政变，推翻了西哈努克的统治、成立了亲美的高棉共和国，西哈努克在被罢免后流亡中华人民共和国；另一方面，在中国共产党的协调下，红色高棉转而宣布支持西哈努克。
此后，为清除共产主义势力，美军对柬埔寨境内进行大规模轰炸、造成大量人员伤亡，据各方估计死亡人数达3万至50万不等。此举招致柬埔寨平民的不满，致使红色高棉势力不断壮大，最终在1975年推翻了亲美的高棉共和国，红色高棉与西哈努克的势力联合建立了柬埔寨王国民族团结政府、并掌握实权。1976年1月，红色高棉将国名改为“民主柬埔寨”，西哈努克辞职并遭软禁。

#### 美军大规模轰炸
1970年5月19日—1973年8月15日，在美国总统理查德·尼克松和时任美国国家安全顾问亨利·基辛格等人的主导下，美军进行了针对红色高棉的代号为“自由协议行动”的大规模轰炸行动，摧毁了柬埔寨的乡村地区。此前美军在1969年3月18日已经进行过一次地毯式轰炸，而事实上，为了打击越共势力，美军早在此几年前就开始对柬埔寨境内实施轰炸。
美军大规模轰炸导致的柬埔寨平民和红色高棉势力的死亡人数一直充满争议，期间的死者很难区分到底是因为柬埔寨内战而死还是被轰炸而死。据各方估计因轰炸而死的人数为3万到50万不等。而美军的大规模轰炸与红色高棉势力的壮大直至最终夺权之间的关系，一直受到历史学家的关注。包括迈克尔·伊格纳季耶夫在内的学者认为美军的介入和轰炸行为导致红色高棉获得了广泛的农民支持，其中本·基尔南认为没有美国的介入红色高棉无可能掌权。而波尔布特的传记作者大卫·P·钱德勒认为，美军的轰炸“取得了美国人期望的效果——它阻断了共产主义者对金边的包围”，但同时也加速了乡村社会的垮塌、拉大了社会分化。还有学者认为，美国的介入在1970年和1973年两次拯救了朗诺政权。另一方面，也有学者承认美国的介入确实提升了红色高棉的征兵数量，但质疑这是红色高棉最终胜利夺权的主要原因。而早在1973年，波尔布特与农谢等人决定在解放金边后，把全城300万人口疏散到农村以解决粮食问题，并观察美国或越南是否会插手柬埔寨。

### 中国援助支持

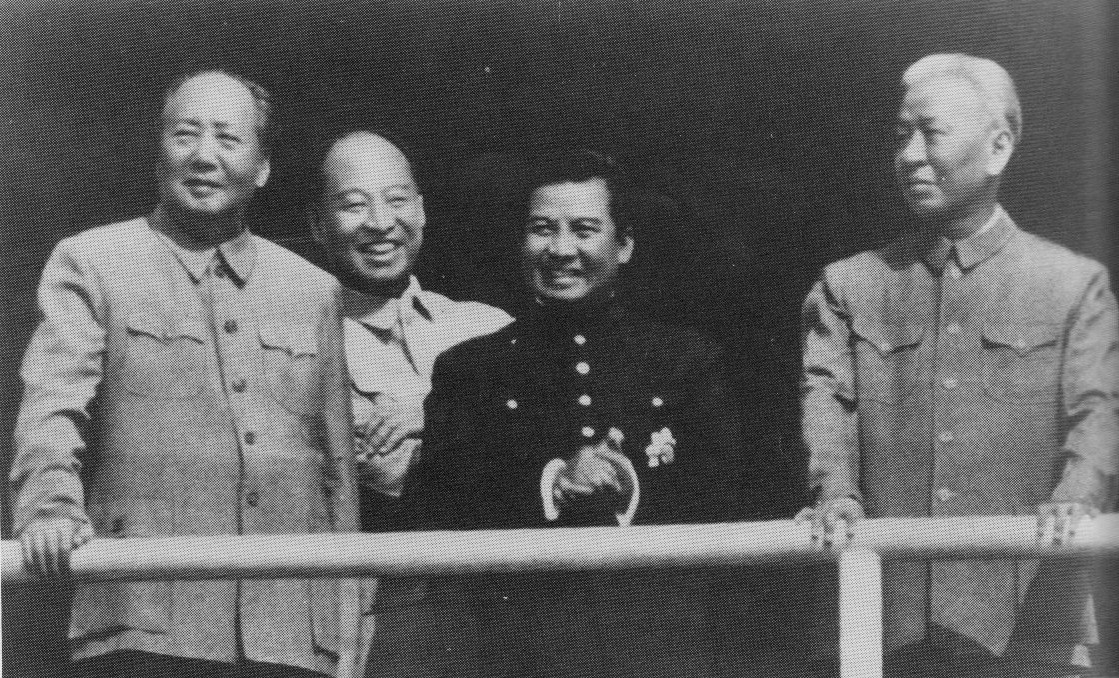
从左至右：毛泽东、彭真、西哈努克和刘少奇（1965年）。

1952年起，波尔布特多次来到中华人民共和国，接受军政训练（譬如游击队训练）以及学习无产阶级专政理论等等。1965年11月-1966年2月，波尔布特访问中国，中共高层陈伯达、张春桥等人给波尔布特讲述了“中国革命理论与实践”，“枪杆子里出政权”、“坚持无产阶级的阶级斗争”、“共产国际”等理论。他还会见了时任中共中央书记处负责人邓小平以及彭真等中共中央政治局委员。而康生等人则向他介绍了一套铲除内奸的“理论”。
1970年，朗诺等人发动了政变、建立亲美的高棉共和国，西哈努克流亡中国，与此同时波尔布特跟随北越总理范文同访华。在中国共产党的协调下，红色高棉转而宣布支持西哈努克，中国是军事物品的主要供应者，仅在1970年，中国运往柬埔寨的军用物资就达400吨，卡车50辆。1974年4月，毛泽东在北京会见了西哈努克和红色高棉领导人乔森潘、英萨利，谈到了柬埔寨解放后的政权建设问题，并且对红色高棉的方针表示赞成。
1975年6月21日，波尔布特访问中国并得到了毛泽东的接见，毛亲自向他传授了“无产阶级专政下继续革命”的理论，并向波尔布特推荐了姚文元写于1974年的两篇文章—— 《论对资产阶级的全面专政》和《论林彪反党集团的社会基础》，此后还送给波尔布特30本印成大字的马克思、恩格斯、列宁、斯大林的著作。毛泽东认为：
我们赞成你们啊！你们很多经验比我们好。中国没有资格批评你们，五十年犯了十次路线错误，有些是全国性的，有些是局部的。你们基本上是正确的。至于有没有缺点，我不清楚。总会有，你们自己去纠正。......你们现在是民主革命转变到社会主义道路，两种可能：一个是社会主义，一个是资本主义。我们现在正是列宁所说的没有资本家的资产阶级国家，这个国家是为了保护资产阶级法权。工资不相等，在平等口号的掩护下实行不平等的制度。以后五十年，或者一百年，还有两条路线斗争，一万年还有两条路线斗争。到共产主义的时候，也有两条路线斗争。不然就不是马克思主义者。
波尔布特则对毛泽东说：
毛主席同我们谈路线问题，这是一个很重要的带战略性的问题。今后我们一定要遵照你的话去做。我从年轻时起就学习了很多毛主席的著作，特别是有关人民战争的著作。毛主席的著作指导了我们全党。
另一方面，对于红色高棉在柬埔寨实行的激进共产主义路线，中国国务院总理周恩来于1975年8月26日在医院会见即将返回柬埔寨的西哈努克亲王以及红色高棉领导人乔森潘、英萨利等人，提醒到：
我们中国共产党人曾经犯过错误，我们必须为此造成的后果负责。我冒昧地提醒你们，不要期望通过一场大跃进就能一步跨进共产主义的最后阶段。你们必须小心谨慎，明智行事，一步一个脚印地走共产主义道路。你们现在的目标不应当是立即进入共产主义，而应当缓慢地向社会主义过渡。如果你们抛弃这种审慎和共产主义的常识，那只能给你们的人民带来灾难。共产主义应当意味着人民的幸福、繁荣、尊严和自由。如果有人不顾人民的思想水准和民族现实，想一步就完全共产主义化，那无疑是冒险把国家和人民投入水深火热之中。我提醒你们不要再犯中国同样的错误。
据学者统计，仅在1975年，中方就向红色高棉提供了至少10亿美元的无息经济和军事援助以及2000万美元其它“礼物”。红色高棉统治的柬埔寨几乎完全依靠中国的物资、技术和专家的帮助才得以生存，中方人员帮助柬埔寨重建工厂、修复基础设施，同时也提供了军事援助。康奈尔大学的毛学峰估计，在红色高棉获得的外国援助中，中国提供的至少占90%。

## 事件历史

### 屠杀起始
1975年4月，红色高棉推翻了高棉共和国，与西哈努克的势力联合建立了柬埔寨王国民族团结政府、并掌握实权，开始激进推行共产主义。4月17日，波尔布特藉口美軍即將空襲金邊，将首都居民疏散至鄉下，並以三日後將可以返回為由，要求居民不必帶任何財產。所有居民被迫紧急撤离，部分不愿意的人被军队槍殺，一些没有能力离开的人如残疾人士被遗弃，三天时间内金边人口由原有300万人，变成几万人，撤离过程中造成大量無辜百姓伤亡。
红色高棉经常肃清与前朗诺政权的有关的人员，包括一般士兵、警察、消防員和公务员，也包括朗诺政变前的王室成员、比丘、知识分子、专家和少数族裔。一些看起来像是知识分子的人（如戴眼镜的）也会被处决。波尔布特也因此常会被媒体和史学家称为“暴君”。英国社会学家马丁·邵称红色高棉大屠杀是“冷战期间最纯粹的群体灭绝”。

### 自我清洗
红色高棉对自身组织的“纯洁”追求近乎偏执，波尔布特喜欢用细菌来形容党内的异己思想，“它们”无处不在，所以党的眼睛必须时刻睁开。1976年起，波尔布特认为“党的躯体已经生病了”，以肃清亲越分子、蘇聯克格勃间谍、美国中央情报局特务和新混入党内的异己分子为藉口开始了内部清洗。一些重要案例包括：
- 1976年9月20日首先开始对东北大区的清洗。东北大区书记奈沙朗、盖敏、盖莫尼相继被捕。这些人都是原印度支那共产党成员。
- 1976年底到1977年初，农业部长农笋、商业部长贵敦、建筑部长笃澎等先后被捕。1977年3月，蒲才被捕。1977年4月文化与新闻部长符宁被捕。
- 在1975年10月宣布的民族阵线的13个领导人中，有5个在1977年的清洗中被处决，包括内政部长胡荣、两任商务部长、新闻和宣传部长、国家主席团第一副主席等等。各大区的党政军领导人被处决的更多。
- 由於1977年底在柬越边界冲突中失败，1978年1月底到2月间，由宋成负责对东部大区展开行清洗，400名干部被捕。
- 1978年5月，西南区领导人塔莫负责清洗东部大区，东部大区书记索平开枪自杀，数千东部大区的部队逃入森林，越界逃入越南。1978年7月就处决了万余人。
- 1978年秋，主管经济的副总理温威被清洗处决。

### 中柬互访
1976年2月，中共中央政治局常委张春桥还亲自访问柬埔寨并进行了“指导”，并称赞波尔布特“你们做到了中国革命没做到的事情”。1976年9月9日， 毛泽东逝世，同年中国内部发生的一系列危机导致北京方面无法对红色高棉的执政政策进行实质性的干预和影响。
1977年9月，波尔布特以柬埔寨共产党中央委员会总书记、民主柬埔寨政府总理身份公开访华，受到了中共中央主席兼国务院总理华国锋，中共中央副主席叶剑英、邓小平、李先念、汪东兴等人的欢迎和接待，他还专程去山西省参观了大寨人民公社，而《人民日报》头版头条称波尔布特为“柬埔寨战友”。
1977年12月，时任中共中央政治局委员、国务院副总理、大寨公社领导人陈永贵回访柬埔寨，波尔布特陪同陈永贵到首都金边之外的地方访问。陈永贵认为，“马列、毛主席还没实现的共产主义，人家柬埔寨实现了”，不过陈永贵也看出一些问题，但认为新事物总有不完善之处，只要不断总结经验教训，缺点以至错误总会得到纠正。
1978年，民主柬埔寨副总理兼总参谋长宋成访华，中国同意为柬埔寨提供军事援助。1978年1月，时任全国人大副委员长邓颖超访问柬埔寨，认为自己“既是客人，又要当学生”；11月5日至9日，时任中共中央副主席汪东兴率团访问民主柬埔寨，并对民主柬埔寨表示支持。

### 屠杀结束

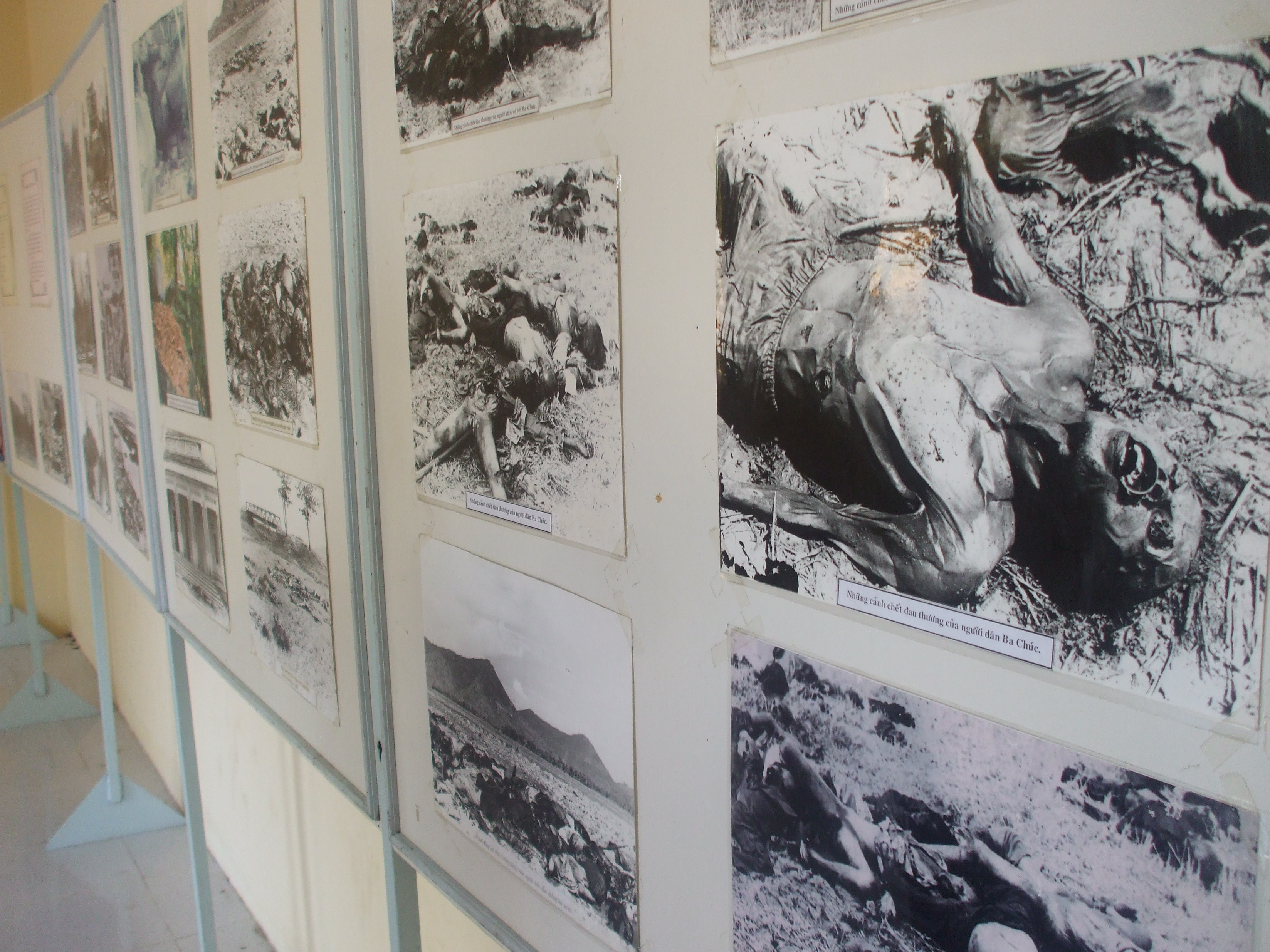
巴祝大屠杀照片展

红色高棉于1978年4月18日-4月30日在越南安江省知宗县巴祝社进行了的“巴祝大屠杀”：當地16,000名居民中，住在山腳邊的居民共3157人遇难。之后数日间，逃往山内的幸存者被发现后也逃不过被屠杀的命运，整个事件中只有2人奇迹般地幸存下来。1978年底，越南宣称波尔布特动用十个师準備發起侵略越南的战争，在此背景下，1978年12月，越共中央政治局、中央军委通过了討伐波尔布特集团的決定。越軍不到兩個月就占领了柬埔寨全境，推翻了红色高棉政权。此后，据柬埔寨历史资料收集中心报告，他们在美国、澳洲、荷兰三国的协助下，在全柬170个县中的81个县进行了勘察，在9,138个坑葬点，发掘出近150万具骷髅。

## 屠杀

### 强制劳动

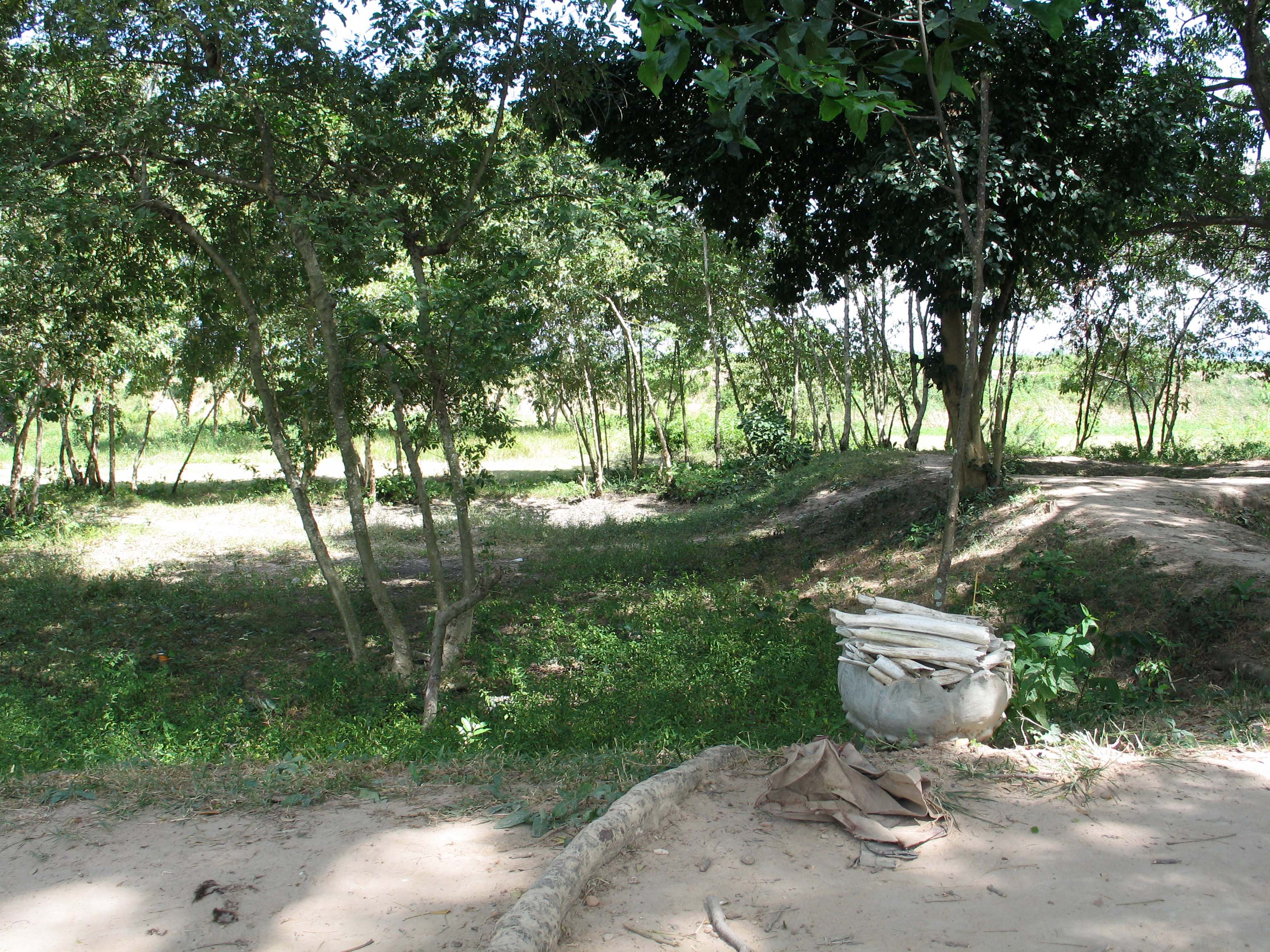
琼邑克杀戮战场的万人坑

幸存的城市遣散的人员往往和农民一起被迫从事修筑水渠、农田和道路的工作。红色高棉效仿中国实行“大跃进（Maha lout ploh）”，导致经济状况的恶化，粮食和生活物资缺乏保障，大量的人口在这种强制劳动下死亡，还有大量人死于疾病或营养不良。

### S-21集中营
当上百万柬埔寨人在集体农庄裡慢慢走向死亡，另外一些人和他们的家属则被贴上政治犯的标签，在红色高棉的审查中心里面临更为直接的恐怖。所有这些审查中心中，最著名的是S-21集中营，主要用来进行“内部清洗”；这是金边郊外的一栋砖石结构的法式建筑，以前是一所中学。
S-21集中营全称第21号保安监狱。1975年至1979年间，据估计有14,000至15,000人被囚禁在S-21集中营（部分人相信总数超过20,000人）。该集中营的犯人从柬埔寨全国选送而来，前期的犯人主要是朗诺政权时期的政府官员、军人以及学者、医生、教师、僧侣、藝人等，后期的犯人主要是红色高棉政权的党员、士兵甚至一些高级官员，如外务部副部长沃维、新闻部长符宁等，囚禁者中仅有7人幸免于难。
大部分进入S-21的人实际上是无罪的。S-21的运作模式是，首先抓住一批“叛徒”，然后用酷刑逼迫他们承认他们的罪行。因为不认罪是不被接受的，即使是最忠诚的红色高棉黨員也会最终承认他们为美国中情局做间谍、当越南共產黨的走狗、暗中反对党中央，甚至是非礼幼女。接下来，他们被要求供出同党的名字，然后犯人们以及他们的家人会被带往琼邑克灭绝中心用各種鋤頭、斧頭、鐮刀等各種農具或其他工具杀害。而被招认的同党又有了新的罪名，于是再被带进来，重复这一过程。

1980年起，S-21集中营被改建成了纪念大屠杀的吐斯廉屠杀博物馆，对公众开放。该纪念馆目前平均每天接受500次访问。
- S-21集中营
- S-21集中营内部
- S-21集中營的牢房
- S-21集中营遇难者图片展，2006年
- 著名幸存者春迈

### 柬埔寨東部的屠殺
1978年，波爾布特命令西南軍區的部隊開進柬埔寨東部（與越南接壤的地區），以消滅「隱藏的叛徒」。之後紅色高棉部隊在該地區殘殺了近25萬人，這些被殺的人被赤柬政權認為「過於溫和」、或者是對黨不忠誠，因此普遍被視為「最嚴重的一次屠殺」。

## 死亡人数

1945-2019年间柬埔寨人的人均预期寿命，显示在红色高棉执政时期的1977年跌至20岁以下

据各方估计，红色高棉大屠杀共导致柬埔寨全国范围内约150-300万人非正常死亡，约占当时柬埔寨总人口的五分之一至四分之一。其中，2万越南裔全部死亡，43万华裔死了21.5万，1万老挝裔死了4,000，2万泰裔死了8,000，25万伊斯兰教徒（Cham）死了9万。
- 美国耶鲁大学种族灭绝研究项目[88]、美国休斯敦大屠杀纪念馆（英语：Holocaust Museum Houston）的数据[89]，以及一些媒体引用数据[8][16][90]，显示至少170万人死亡。
- 联合国数据显示约有200万人死亡[5]。

## 事件后续

### 区域局势

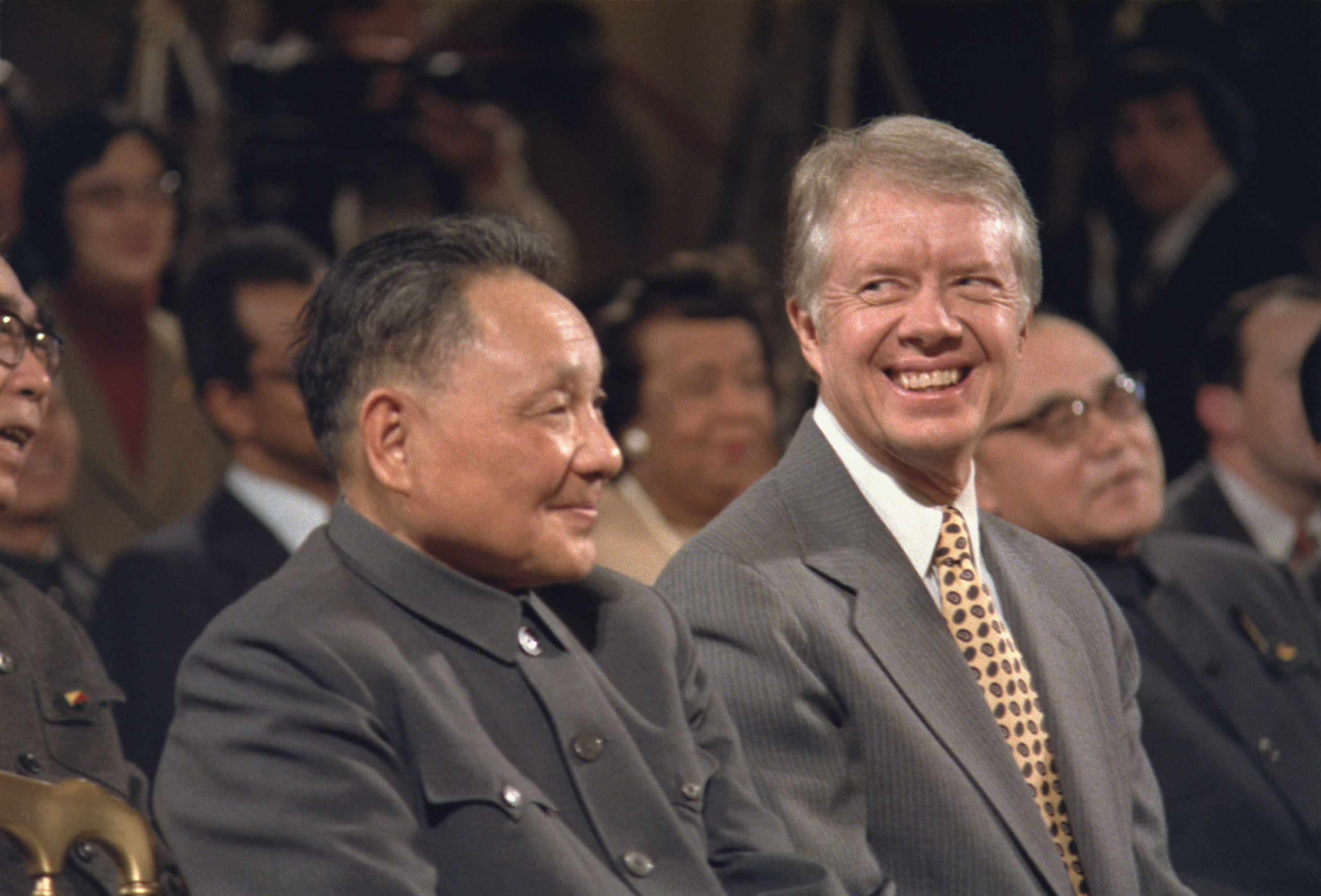
1979年1月，中美建交后邓小平访美，告知时任美国总统吉米·卡特中方进攻越南的意图。

1978年底至1979年1月，在苏联的支持下，越南入侵柬埔寨，推翻了亲中的红色高棉政权，建立韩桑林政权（柬埔寨人民共和国），红色高棉大屠杀结束。在中苏交恶的大背景下，出于对抗苏联等考虑，中方强烈谴责越南对柬埔寨的侵略，并和美国、泰国、新加坡等国继续承认民主柬埔寨政府为唯一合法政府。随后，邓小平于1979年1月在中美建交后立即访美，告知时任美国总统吉米·卡特中方进攻越南的意图（卡特劝阻无果），确保美国不会同苏联站在同一阵线。邓小平等人于1979年2月17日发动了为期1个月的“中越战争”，进攻越南北部，意图迫使越南从柬埔寨撤军。
1978年至1989年，中国对红色高棉的援助主要以军事援助为主、经济援助几乎完全停止，而为了对抗苏联和越南势力，美国、泰国、新加坡等国也开始为红色高棉提供大量资助，支持其同越南军队作战，直至1989年越南从柬埔寨撤军。也有指控称，1985-1989年间，英国军方曾在泰国帮助训练红色高棉的盟军。
1991年10月，19个国家签署《巴黎和平协定》，标志着柬越战争的正式结束。1993年，在柬埔寨过渡时期联合国权力机构（联柬权力机构）的帮助下，柬埔寨进行了民主选举，通过各种机构设置、项目实施，联合国帮助柬埔寨政府调和与发展。

### 否认罪行
1979年12月11日，波尔布特在接受罗伯特·怀特曼的采访时首次承认了有人非正常死亡：“我们的政策是为人民提供富裕的生活。实施过程中出现了错误。可能有数千人死去了。”
1995年波尔布特声称自己对发生在柬埔寨的死亡事件负有责任，但否认自己曾下令大规模杀戮。另一位红色高棉领导人乔森潘亦声称波尔布特“没有任何进行大规模杀戮的指示”。據红色高棉一位干部的说法，波尔布特知道国内很多人恨他，且认为他要为屠杀事件负责；他也知道许多人死了，认为自己应该承担责任，但责任是太过信任下属，没有能够正确地跟踪正在发生的事情。1998年，就在波尔布特死亡前的几个月，这位柬共前总书记曾接受了纳特·塞耶的采访。在采访中，波尔布特说自己是一个有良知的人，“是来开展斗争的，不是来杀人的”。他还指控称吐斯廉（S-21）只不过是“越南人的展览馆”，因为“当我们看图片时，图片都是一样的”。据亚历克斯·阿尔瓦雷斯，波尔布特“把自己描绘成一个被误解和被不公正地诽谤的人物”。
2013年，时任柬埔寨首相洪森通过立法，禁止否定红色高棉所犯的柬埔寨种族灭绝和其他战争罪行。尽管柬埔寨救国党副主席、反对派领导人金速卡表示反对，立法仍获通过。金速卡表示，吐斯廉屠杀博物馆的展品是虚构的，而且这些文物是在1979年入侵后被越南人伪造的。柬埔寨救国党声称金速卡的评论被断章取义了。

### 中国官方否认支援
早在1988年，柬埔寨首相、前红色高棉成员洪森就曾把中国称为柬埔寨“所有恶的根源”。但1997年7月，洪森发动一场血腥的派别清洗，驱逐了其在国内的政敌，此举激怒了西方国家，但中国却立即承认其地位并给予军事援助，双方因新的利益很快就结成了联盟。随后在2000年，时任中国最高领导人江泽民对柬埔寨进行正式访问，这是自1963年以后中国领导人首次访问柬埔寨。
2000年11月，江泽民访问柬埔寨，期间中国外交部发表声明，宣称“北京方面从来没有支持过红色高棉统治柬埔寨所推行的错误政策”并拒绝道歉。访问期间，江泽民与柬埔寨国王西哈努克及首相洪森一起签署援助协议，将向柬埔寨提供1200万美元的援助；有观察家认为，中国政府的援助实质上是在拿钱堵嘴，也就是默认了当年支持红色高棉制造骇人听闻的惨案。访问期间，柬埔寨官方并未提起中国曾经支持红色高棉的问题，但民间部分人士进行了抗议，并要求中国为此正式道歉和赔偿 ，该诉求一直延续至今。其中，2015年，柬埔寨文献中心执行总监尤张（Youk Chhang）援引文献和前红色高棉官员的证词，指出“从狱警到最高领导人，身边都有中国顾问，中国一直不承认此事，也未曾为此道歉。”

### 特别法庭审判
2003年6月，联合国与柬埔寨政府签署协议，决定成立柬埔寨法院特别法庭，对有限数量的前红色高棉领导人进行审判。特别法庭于2007年正式成立运作，而审判开始于2009年2月17日。2010年7月26日，特別法庭以戰爭罪、反人類罪、酷刑和謀殺罪判處紅色高棉統治柬埔寨期間S-21集中营的監獄長康克由35年監禁；2012年2月3日，特別法庭驳回其上诉，改判为无期徒刑。2014年8月7日，柬埔寨共产党原副书记农谢和国家主席团原主席乔森潘因为反人类罪，被判处终身监禁；2018年11月16日，农谢及乔森潘再被依种族灭绝罪被判無期徒刑。
红色高棉当政期间造成大规模死亡是否构成联合国对种族灭绝的规定，一直以来都存在着激烈地争论。赞成适用种族灭绝概念者认为这个案例与亚美尼亚大屠杀、卢旺达大屠杀的行为非常类似。反对适用种族灭绝的人则认为，红色高棉的种族主义动机远远低于消灭政治敌人的动机，而这类受害者在种族灭绝的界定中被有意疏漏。因此大卫·钱德勒认为，反人类罪更适用于这个大规模死亡事件，而种族灭绝罪备受争议而且有些误导。

### 引用
1. ↑  . 越南之声. 越通社. 2019-06-11  [2023-05-21]. （原始内容存档于2022-03-20）.
2. ↑  . 越通社. 2022-01-06  [2023-05-21]. （原始内容存档于2023-05-23）.
3. ↑  . 越南之声. 2019-07-01  [2023-05-21]. （原始内容存档于2023-05-21）.
4. ↑  . 越通社. 2023-02-04  [2023-05-21]. （原始内容存档于2023-05-21）.
5. 1 2 3 4 5  . 联合国. （原始内容存档于2018-10-25） （中文）.
6. 1 2 3 4  . 联合国. 2014-08-07. （原始内容存档于2022-04-11） （中文）.
7. 1 2  Frey 2009，第83頁.
8. 1 2 3 4 5  章志峰. . 人民网. 2014-04-25. （原始内容存档于2015-06-09） （中文）.
9. 1 2  Casey Quackenbush. . 《时代》. 2019-01-07. （原始内容存档于2022-03-23） （英语）. The Khmer Rouge, a hardline-communist command, terrorized the Southeast Asian country from 1975 to 1979, killing between 1.7 million to 3 million people.
10. 1 2  . 明尼苏达大学. （原始内容存档于2022-04-07） （英语）. Lasting for four years (between 1975 and 1979), the Cambodian Genocide was an explosion of mass violence that saw between 1.5 and 3 million people killed at the hands of the Khmer Rouge, a communist political group.
11. 1 2 3 4 5 6  塞巴斯蒂安·斯特兰高（Sebastian Strangio）. . 耶鲁大学. 2012-05-16. （原始内容存档于2021-05-17） （中文）.
12. ↑  本•柯能. . 联合国. （原始内容存档于2018-08-13） （中文）.
13. 1 2 3 4 5 6 7 8 9  王晓林. . 《炎黄春秋》. （原始内容存档于2020-11-24） （中文）.
14. 1 2 3  方冰. . 美国之音. 2014-05-01. （原始内容存档于2021-07-03） （中文）.
15. 1 2 3 4  . 凤凰网. （原始内容存档于2009-03-05） （中文）.
16. 1 2 3 4 5 6 7 8 9 10  Dan Levin. . 《纽约时报》. 2015-03-31. （原始内容存档于2019-10-07） （中文）.
17. 1 2  Kiernan, Ben. . Yale University Press. 2008-10. ISBN 978-0-300-14299-0. （原始内容存档于2021-07-03） （英语）.
18. 1 2  Laura, Southgate. . Policy Press. 2019-05-08. ISBN 978-1-5292-0221-2. （原始内容存档于2021-07-03） （英语）.
19. 1 2 3 4  王友琴.  (PDF). 芝加哥大学. 2016年. （原始内容存档 (PDF)于2021-07-03） （中文）.
20. 1 2 3 4 5 6 7 8 9 10  . 凤凰网. 《党史文汇》. 2008-04-10. （原始内容存档于2019-06-21） （中文）.
21. 1 2 3 4 5 6 7  于洪君. . 博讯. 共识网. 2016-01-13. （原始内容存档于2018-02-03） （中文）.
22. 1 2  钱德勒，256页
23. 1 2  Chandler, David P. . Routledge. 2018-02-02. ISBN 978-0-429-98161-6. （原始内容存档于2021-06-06） （英语）.
24. 1 2  Chandler, David. . Routledge. 2018-05-04. ISBN 978-0-429-96406-0. （原始内容存档于2021-06-06） （英语）.
25. ↑  Hannum 1989，第88-89頁.
26. ↑  柬易. . 独立中文笔会. 2019-06-27. （原始内容存档于2019-08-10） （中文）.
27. ↑  燕妮. . 人民网. 《文史参考》. 2010-08-11. （原始内容存档于2018-08-24） （中文）.
28. 1 2 3 4 5 6 7  凯文. . 法国国际广播电台. 2009-03-13. （原始内容存档于2023-04-04） （中文）.
29. 1 2 3 4 5 6 7 8 9  程映虹.  (PDF). 《二十一世纪》双月刊. 1999年, 6 (53). （原始内容存档 (PDF)于2022-06-17） –香港中文大学 （中文）.
30. ↑  Kurt Jonassohn; Karin Solveig Björnson. . NJ: Transaction Publishers. 1998-06-30. ISBN 9781560003144.
31. ↑  采桑子. . 多维新闻网. 2016-06-17. （原始内容存档于2020-11-24） （中文）.
32. ↑  Etcheson 2005，第119頁.
33. ↑  Heuveline 1998，第49-65頁.
34. 1 2 3  Chandler 2008，第259-260頁.
35. ↑  DeMello 2013，第86頁.
36. 1 2  . 《中国日报》. 2015-08-21. （原始内容存档于2018-01-24） （中文）.
37. 1 2  . 人民网. 环球网. 2011-03-10. （原始内容存档于2013-03-14） （中文）.
38. 1 2  . 搜狐. 环球网. 2011-06-21. （原始内容存档于2020-12-04） （中文）.
39. ↑  . 法国国际广播电台. 2012-10-18. （原始内容存档于2021-06-06） （中文）.
40. ↑  张校博. . 腾讯. 澎湃新闻. 2017-04-25. （原始内容存档于2021-05-12）.
41. 1 2  . 腾讯. 2017-12-07. （原始内容存档于2020-04-04） （中文）.
42. 1 2  Brian Cuddy. . 《纽约时报》. 2017-12-12. ISSN 0362-4331. （原始内容存档于2019-10-16） （美国英语）.
43. 1 2 3  World Peace Foundation. . 塔夫茨大学. 2015-08-07. （原始内容存档于2019-07-14） （英语）.
44. 1 2 3  张慧. . 中青在线. 《中国青年报》. 2012-10-24. （原始内容存档于2015-07-20） （中文）.
45. 1 2  Valentino, Benjamin. . Cornell University Press. 2005: 84  [2019-11-27]. ISBN 9780801472732. （原始内容存档于2022-01-02）.
46. 1 2  James A. Tyner, The Killing of Cambodia: Geography, Genocide and the Unmaking of Space (Routledge, 2017)
47. 1 2  Rudolph Rummel. . 夏威夷大学. （原始内容存档于2018-01-04） （英语）.
48. 1 2  . 公共广播电视公司.   [2017-12-29]. （原始内容存档于2017-12-16） （英语）.
49. ↑  William Shawcross, "1979 Sideshow: Kissinger, Nixon and the Destruction of Cambodia," (New York: Simon & Schuster, 1979)
50. ↑  Cultural Survival Quarterly Magazine, September 1990, "Roots of Genocide: New Evidence on the US Bombardment of Cambodia" （页面存档备份，存于）
51. ↑  Sliwinski, Marek. . L'Harmattan. 1995: 42–43, 48. Le bilan humain de cette périod de guerre civile est difficile à établir. Les chiffres avancés ne sont pas irréfutables, et ils peuvent bien avoir été lancés à des fins de propagande ou d'intoxication. Ils oscillent, pour le nombre des morts, entre 600 000 et 700 000, soit entre 7.7 % et 9.6 % de la population du pays selon les évaluations les plus extrêmes. La cause principale de ces pertes serait les bombardements massifs de l'aviation américaine dont le but principal était l'anéantissement des pistes Ho-Chi-Minh et la destruction d'un mythique Q.G. du Viêt-cong. A cet égard, il est intéressant de rappeler que la population de toutes les régions traversées par les pistes Ho-Chi-Minh, régions situées sur la rive gauche du Mékong, ne comptait au total qu'environ 1 165 000 personnes, et que les trois plus grandes provinces longeant la frontiére laotienne et vietnamienne, Stung Treng, Ratanakiri et Mondolkiri, étaient pratiquement inhabitées. L'impact des bombardments américains sur l'état de la population du Cambodge durant les années 1970–1975 ne paraît donc pas aussi évident que certain auteurs le supposent. Nos propres statistiques sur les causes précises des décés ne situent d'ailleurs les victimes des bombardments qu'à la troisiéme place, loin derriére les victimes des armes à feu portatives et des assassinats. ... Pour la période de guerre civile, l'augmentation totale de la mortalité est donc de 7.5% Si l'on considére que la mortalité naturelle frappe chaque anné quelque 132 000 personnes, on pourrait facilement en déduire que la surmortalité due à la guerre se chiffre par un nombre de décés ne dépassant pas 50 000 personnes durant la périod allant de mars 1970 à avril 1975. Toutefois, en tenant compte du fait que la guerre a eu une forte incidence tant sur la dimunution de la mortalité naturelle que sur l'agumentation de la mortalité infantile, on peut estimer la proportion annuelle des victimes elles-mêmes de cette guerre à 0,64% de la population du pays, soit, pour toutes ces années, 240 000 personnes environ.
52. ↑  Kiernan, Ben (Winter 1989). "The American Bombardment of Kampuchea 1969–1973". Vietnam Generation. 1 (1): 4–41.
53. ↑  Kiernan, Ben. . Yale University Press. 2008: 16–19. ISBN 9780300142990.
54. ↑  Chandler, David (2000), Brother Number One: A Political Biography of Pol Pot, Revised Edition, Chiang Mai, Thailand: Silkworm Books, pp. 96–98.
55. ↑  Chandler, David (2000). Brother Number One: A Political Biography of Pol Pot, Revised Edition, Chiang Mai, Thailand: Silkworm Books, pp. 96–97.
56. ↑  Chandler, David (2005). Cambodia 1884–1975, in The Emergence of Modern Southeast Asia, edited by Norman Owen. University of Hawaii Press, p. 369.
57. ↑  Rodman, Peter (August 23, 2007). "Returning to Cambodia". Brookings Institution. 的存檔，存档日期2011-11-10.
58. ↑  Lind, Michael, Vietnam: The Necessary War: A Reinterpretation of America's Most Disastrous Military Conflict, Free Press, 1999.
59. ↑  Etcheson, Craig, The Rise and Demise of Democratic Kampuchea, Westview Press, 1984, p. 97.
60. 1 2 3  宋梁禾. 吴仪君.  (PDF). 厦门大学国际发展论坛. 2013, (6): 54-58. （原始内容 (PDF)存档于2019-04-14）.
61. 1 2 3  安得. . 多维新闻. 2018-12-25. （原始内容存档于2019-05-01） （中文）.
62. ↑  张寿春. . 人民网. 《世纪风采》. 2020-07-30. （原始内容存档于2021-05-07） （中文）.
63. ↑  . 自由亚洲电台. 2009-02-19. （原始内容存档于2009-02-21） （中文）.
64. ↑  邢和平. . 人民网. 《看历史》. 2011-07-08. （原始内容存档于2019-01-15） （中文）.
65. ↑  Alvarez 2001，第12頁.
66. ↑  Sybille Golte. . 德国之声. 2009-02-17. （原始内容存档于2022-09-05） （中文）. 而被害者的罪行就是因为他们是知识分子，有些人仅仅是因为戴了一付眼镜而已。
67. ↑  . 2018-08-21. （原始内容存档于2022-11-17） （英语）.
68. ↑  Gladstone, Rick. . 《纽约时报》. 2016-08-02. （原始内容存档于2019-10-05） （中文）.
69. ↑  尹鸿伟. . 南风窗 (搜狐). 2007-11-11. （原始内容存档于2022-09-05） （中文）. 暴君的死亡
70. ↑  Theory of the Global State: Globality as Unfinished Revolution by Martin Shaw, Cambridge University Press, 2000, pp 141, ISBN 978-0-521-59730-2
71. ↑  . 自由亚洲电台. 2017-11-22. （原始内容存档于2019-11-17） （中文）.
72. ↑  Chang, Pao-min. . NUS Press. 1985  [2019-11-28]. ISBN 978-9971-69-089-2. （原始内容存档于2020-04-14） （英语）.
73. ↑  . 《人民日報》 (人民日报社). 1977-09-29. （原始内容存档于2023-01-29） （中文）.
74. ↑  . 《人民日报》. 1977-09-29. （原始内容存档于2023-01-29） （中文）.
75. ↑  若穀. . 搜狐. 2016-05-30. （原始内容存档于2021-06-06） （中文）.
76. ↑  方忱. . 独立中文笔会. 2016-05-26. （原始内容存档于2021-06-06） （中文）.
77. ↑  消寒. . 《炎黄春秋》. （原始内容存档于2020-04-04） （中文）.
78. ↑  . 凤凰网. 《党史天地》. 2010-12-31. （原始内容存档于2011-02-15） （中文）.
79. ↑  . 新浪. 新华社. 2008-11-26. （原始内容存档于2021-05-05） （中文）.
80. ↑  MEANWHILE: When the Khmer Rouge came to kill in Vietnam - International Herald Tribune (via Internet Archive)
81. ↑  Bartrop, Paul R. . ABC-CLIO. 2022-02-04  [2022-08-03]. ISBN 978-1-4408-7654-7. （原始内容存档于2022-08-20） （英语）.
82. ↑  .   [2014-08-29]. （原始内容存档于2015-05-20）.
83. ↑  . 越通社. 2019年1月7日  [2021年11月7日]. （原始内容存档于2021年11月6日）.
84. ↑  . 越通社. 2018年12月31日  [2021年11月7日]. （原始内容存档于2021年11月6日）.
85. 1 2  . 凤凰网. 2009-02-19. （原始内容存档于2014-08-22） （中文）.
86. ↑  Kiernan, Ben. . 哥倫比亞大學. 1986-01  [2024-08-28]. （原始内容存档于2023-04-09） （英语）.
87. ↑  . 南佛羅里達大學. 2019-09-07  [2024-08-28]. （原始内容存档于2019-09-07） （英语）.
88. ↑  . 耶鲁大学. （原始内容存档于2022-04-10） （英语）.
89. ↑  . Holocaust Museum Houston. （原始内容存档于2021-06-13） （英语）.
90. ↑  Beech, Hannah. . The New York Times. 2018-11-16. ISSN 0362-4331. （原始内容存档于2022-03-23） （美国英语）.
91. 1 2 3 4  . 新浪. 2013-01-28. （原始内容存档于2017-10-15） （中文）.
92. 1 2  . 美国国务院. （原始内容存档于2025-01-26） （英语）. During Chinese Vice-Premier Deng Xiaoping's goodwill visit to the United States in January 1979, he informed Carter of the People's Republic of China's intention to attack Vietnam in response to that country's invasion of Cambodia. Carter unsuccessfully attempted to dissuade Deng from pursuing this military action.
93. 1 2  周西. . 法国国际广播电台. 2009-02-23. （原始内容存档于2009-02-26） （中文）.
94. ↑  李光耀. . 凤凰网. 东北新闻网. 2007-12-03. （原始内容存档于2007-12-06） （中文）.
95. ↑  . 腾讯. 2019-04-17. （原始内容存档于2020-11-27） （中文）.
96. ↑  . The Guardian. 2000-01-09. ISSN 0261-3077. （原始内容存档于2023-04-16） （英国英语）.
97. ↑  . 联合国. 2011-10-21. （原始内容存档于2023-05-07） （英语）.
98. ↑  Interview with Robert Whytman for The Guardian (11 December 1979)
99. ↑  As reported by David Ashley (1995) and quoted in Brother Number One (1999) by David P. Chandler
100. ↑  Khieu Samphan, Reflection on Cambodian History Up to the Era of Democratic Kampuchea
101. ↑  David P. Chandler, Brother Number One: A Political Biography of Pol Pot, Silkworm Books, Chiang Mai, 2000.
102. ↑  Chan 2004，第256頁.
103. ↑  "Day of Reckoning" by Nate Thayer, in Far Eastern Economic Review (October 1997)
104. ↑  Alvarez 2001，第56頁.
105. ↑  Buncombe 2013.
106. ↑  David Hutt. . 《外交学者杂志》. 2016-09-01. （原始内容存档于2019-08-15） （美国英语）.
107. 1 2  . 英国广播公司（BBC）. 2000-11-13. （原始内容存档于2003-02-18） （中文）.
108. 1 2  . 英国广播公司（BBC）. 2000-11-14. （原始内容存档于2021-07-09） （中文）.
109. 1 2 3  . 《人民报》. 2000-11-16. （原始内容存档于2020-04-14） （中文）.
110. ↑  . 《人民报》. 2004-11-20. （原始内容存档于2019-11-27） （中文）.
111. ↑  . 《纽约时报》 (路透社). 2000-11-07. ISSN 0362-4331. （原始内容存档于2021-07-11） （美国英语）.
112. ↑  . 自由亚洲电台. 2000-10-29. （原始内容存档于2019-11-27） （中文）.
113. ↑  Mendes 2011，第13頁.
114. ↑  . 搜狐. 《青年参考》. 2010-07-30. （原始内容存档于2018-07-12） （中文）.
115. ↑  丁刚. . 凤凰网. 人民网. 2012-02-03. （原始内容存档于2019-06-09） （中文）.
116. ↑  . 英国广播公司（BBC）. 2014-08-07. （原始内容存档于2014-11-11） （中文）.
117. ↑  . 公视新闻网. 2018-11-17. （原始内容存档于2019-06-08） （中文）.